# マット・ローゼンデール
マシュー・マーティン・ローゼンデール・シニア（英語：Matthew Martin Rosendale Sr.、1960年7月7日 - ）は、アメリカ合衆国の政治家。モンタナ州の政治家として州上院議員、州下院議員、州監査人、州選出連邦下院議員を歴任した。ローマ・カトリック系の保守派として知られる。

## 経歴・人物
1960年7月7日にメリーランド州ボルチモアに誕生する。不動産業と牧畜業で活躍し、実家が経営する零細不動産会社を4つの支店と60人以上の従業員が働く企業へと拡大させた。
2002年には妻と共に家族でモンタナ州グレンダイブに移住し、そこで子供たちを育てた。ローゼンデールは「グレンダイブ農業取引博覧会委員会」の委員長を2度務めた。同委員会はモンタナ州東部の農業ビジネスを紹介する博覧会を定期的に開催している。また、地元のカトリック教区議会の議長も務めた。

## モンタナ州議会
ローゼンデールはモンタナ州下院議員を1期、州上院議員を1期務め、上院任期途中の2015年から上院多数党院内総務を務めた。
2010年、ローゼンデールは第38区(ウィボー郡とドーソン郡の一部)からモンタナ州下院議員に立候補した。共和党予備選で、エドワード・ヒルベルト、アラン・ドーンを破って指名を獲得。総選挙では得票率52.7%を獲得し、民主党現職のデニス・ゲッツ(47.3%)を抑えて当選を果たした。
2012年、モンタナ州東部の上院第19区の代表としてモンタナ州上院議員選挙に出馬した。共和党の予備選挙では無投票で指名を獲得し、総選挙では67.6％の票を獲得し、民主党のフレッド・レイクを大差で破った。
2013年の上院議会では、天然資源・交通委員会の副委員長を務め、財務および請求委員会、高速道路および運輸委員会、天然資源委員会の委員も務めた。議会では、バランス予算修正案を州に提出するよう議会に求める決議案の主要スポンサーを務めた。また、法執行機関が監視目的でドローンを使用することを防止するための法案の主要スポンサーを務めた。
2013年議会でのローゼンデールの投票記録に基づき、モンタナ家族財団は100%の評価を与えている。
2014年の州議会の選挙区再編成により、ローゼンデールは、2015年からの残りの在任期間、上院第18区の代表となった。2015年、ローゼンデールは州上院多数党院内総務に就任し、規則委員会の委員長や、財政・請求権委員会、天然資源・運輸委員会の委員を務めた。ローゼンデールは、プライマリ・ケア・プロバイダーの直接契約を認める法案の主要スポンサーとなり、同法案は両院を通過したが、民主党のスティーブ・ブロック知事によって拒否権が行使された。
ローゼンデールは2015年の投票記録に基づき、モンタナ家族財団から再び100％の評価を得たほか、アメリカ保守連合に91%の評価を与えられている。

## モンタナ州監査人
2016年選挙でモンタナ州監査人に当選すると、州の信託地を管理するモンタナ州土地委員会の委員にも同時に就任した。ローゼンデールは同委員会の委員として45,000エーカー（18,000ha）以上の公有地へのアクセス拡大に賛成した。
また、ローゼンデールは州の保健委員として、保険政策に深く関わった。
2017年、ローゼンデールは州監査人としてダイレクト・プライマリー・ケア・プランの規制を行わないとのプレスリリースを発表した。ダイレクト・プライマリー・ケア・プランとは、患者が医療サービスを受ける代わりに、月極の料金を医療機関に支払うという会員制の医療プランである。モンタナ州では以前から同プランの導入の是非が問われており、2015年には議会でダイレクト・プライマリー・ケアを合法化する法案が可決されたが、スティーブン・ブロック知事が拒否権を行使していた。ローゼンデールは、人々は保険に加入すべきではあるが、同プランは医療の選択肢を広げるものであり、予防医療を受診したい人にとっての良い選択肢になりうるとして、ダイレクト・プライマリー・ケアを評価した。
2017年に医療費負担プログラムのメディシェアがモンタナ州で合法化されたと発表した。メディシェアは共通の宗教を信じるグループのメンバーがお金を出し合ってグループの医療費をまかなう日本で言う無尽に近い相互扶助システムである。監査人選挙の対抗馬だった民主党のジェシー・ラスロビッチはメディシェアの運営者には医療費の支払の義務が存在しないため、必ずしも医療費を受け取ることができない危険性を過去の裁判記録などから指摘し、批判的な立場をとっていた。2007年、メディケアを運営するクリスチャン・ケア・ミニストリー社は、州に登録せずに保険を販売していたと裁判所から判断され、営業禁止処分を受けていたが、保険金の支払基準の変更や資金確保などの対策をとった結果、2017年3月21日にメディケアは保険には当たらないとの判断をローゼンデールから受け、モンタナ州でも利用できるようになった。
2017年、ローゼンデールは既往症のある人でも手頃な医療保険に加入できるような再保険制度を創設する法案を提案した。この法案は州議会の両院を通過したが、スティーブ・ブロック知事が拒否権を行使したため、発効しなかった。ローゼンデールは、ブロック知事が拒否権を行使したのは党派的な対立によるものだと非難した。その後、ローゼンデールはモンタナ州政府の超党派グループと協力して再保険プログラムを立ち上げ、連邦政府から認可を受けた。このプログラムは2020年現在運用中である。

## 2018年上院議員選挙
2017年、ローゼンデールは民主党現職のジョン・テスター上院議員の対抗馬として上院議員選挙への挑戦を表明した。予備選挙では、ラッセル・ファッグ地裁判事、アル・オルゼフスキ州上院議員、退役軍人のトロイ・ダウニングとの４者の争いを制し、党からの指名を獲得した。
予備選挙後、ローゼンデールはドナルド・トランプ大統領とマイク・ペンス副大統領からの支持を表明された。トランプはローゼンデールの応援演説のため4回にわたってモンタナ州を訪れた。2018年中間選挙で大統領が特定の州に選挙活動のため訪問する回数としてはインディアナ州と並んで最多であった。また副大統領のペンスも3回モンタナ州を訪れ、ローゼンデールの支持集めに尽力した。
選挙当日の世論調査では、非常に拮抗した結果が予想された。また、同選挙は、両陣営に7,000万ドル以上が投入されたモンタナ州史上最も費用がかかった選挙となった。ローゼンデール陣営の選挙資金は600万ドルだったのに対し、テスター陣営は2100万ドルもの資金調達を行い、圧倒的な資金力を誇った。開票の結果、テスターが50.3%の得票率でローゼンデール(46.8%)を上回って当選し、リバタリアン党のリック・ブレッケンリッジは2.9%で3位に終わった。

## 連邦下院議員

### 選挙
2013年、共和党現職のスティーブ・デインズ下院議員は上院議員への鞍替え立候補を表明した。これを受け、ローゼンデールのほか、ライアン・ジンキ元州上院議員、コーリー・ステイプルトン元州上院議員、エルシー・アーンツェン州下院議員らが出馬を表明した。ローゼンデールは37,965票を獲得したものの、ライアン・ジンキ(43,766票)、コーリー・ステイプルトン(38,591票)に次ぐ3位となり、落選した。
2019年、共和党現職のグレッグ・ジアンフォルテ下院議員が州知事選への立候補を表明。ローゼンデールは再び下院議員選挙に出馬を表明した。この選挙では、ドナルド・トランプ大統領からの支持を得たほか、キリスト教保守派のテッド・クルーズ上院議員、ティーパーティー運動系のランド・ポール上院議員、ケビン・マッカーシー下院共和党院内総務、スティーブ・スカリース下院共和党院内幹事、トランプ支持者として知られるジム・ジョーダン下院議員など、保守派を中心に大物議員から幅広い支持を集めた。また、アメリカ先住民のクロウ族もローゼンデールへの支持を表明した。共和党予備選では、ステイプルトンなどの対立候補を押し除け、56郡全郡で勝利を収めると言う圧倒的内容で指名を獲得。総選挙では民主党のキャスリーン・ウィリアムズを56.4%対43.6%で破り、初当選を果たした。
2022年の選挙では2020年の国勢調査の結果をうけて、従来のモンタナ州全州選挙区が分割され、ローゼンデールは州東部の第2選挙区にくら替えとなった。大統領トランプの支持を取り付けたローゼンデールは予備選挙を通過したのち、本選挙でも得票率56.6パーセントで無所属と民主党の候補者を下し再選した。
2024年2月9日、ローゼンデールは同年の連邦上院議員選挙に再び挑戦する意向を表明したが、その6日後にトランプがティム・シーヒーを共和党候補として推薦したため、立候補表明を撤回した。その代わり、連邦下院議員としての再選を目指したが、3月にはその選挙戦からも撤退した。

### 所属委員会
- 退役軍人委員会
- 天然資源委員会[55]